# Reykjavík Park és Zoo
A Reykjavík Park és Zoo (izlandi nyelven Fjölskyldu- og húsdýragarðurinn azaz „Családi és háziállat-kert”; a maga által választott angol néven Reykjavík Park and Zoo tulajdonképpen egy főleg háziállatokat bemutató kis állatkert valamint családi park az izlandi főváros Laugardalur negyedében.
Az állatkert 1990. május 19-én nyílt meg, majd 1993. június 4-én egészült ki az úgynevezett családi kerttel, ami tulajdonképpen egy kis szórakoztató jellegű vidámpark. Közvetlenül a Reykjavík Park és Zoo mellett helyezkedik el a Reykjavíki Botanikus Kert is, ahol leginkább külföldi növényeket, főleg rózsaféléket mutatnak be világrészek szerint csoportosítva.

## Képgaléria

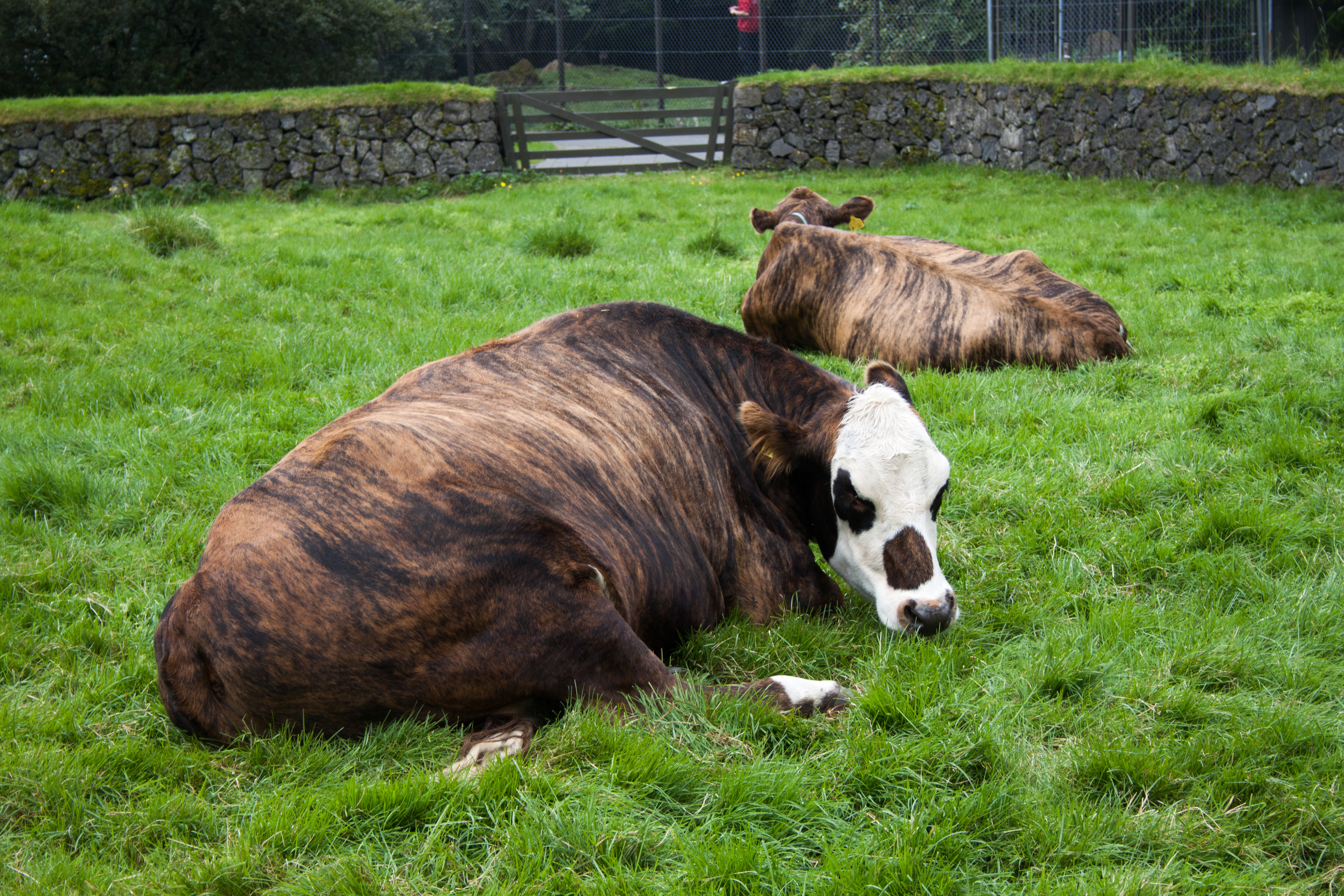
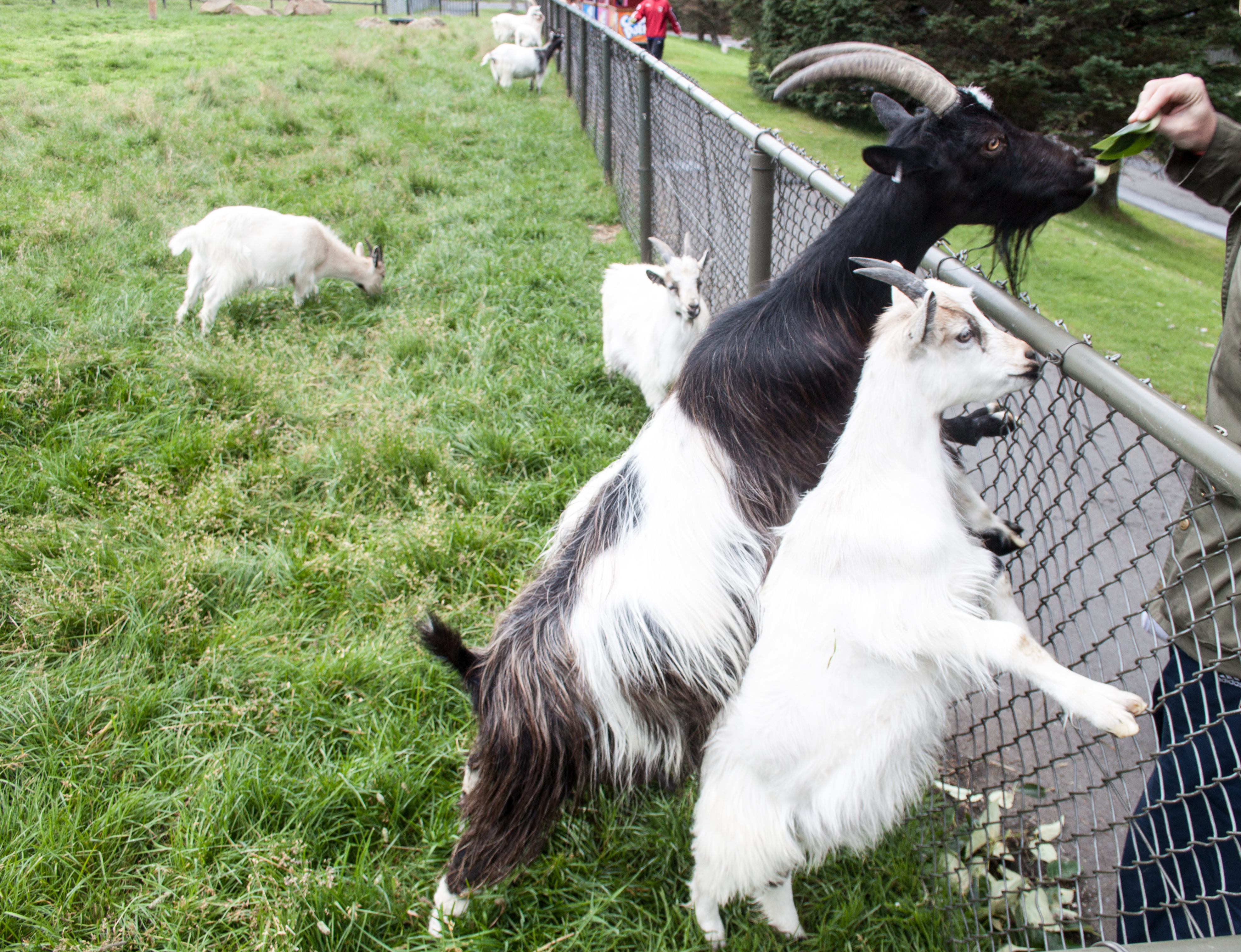
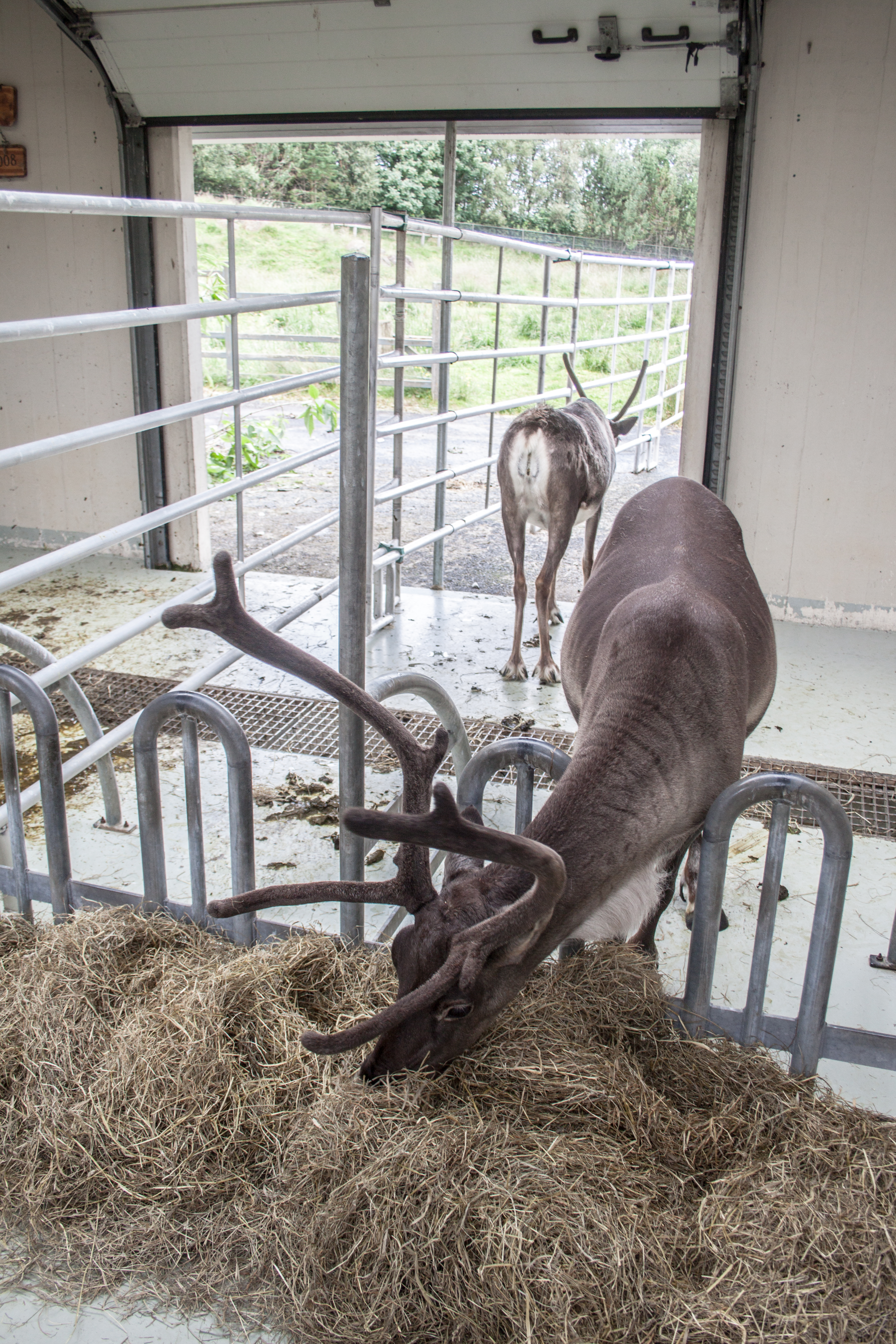
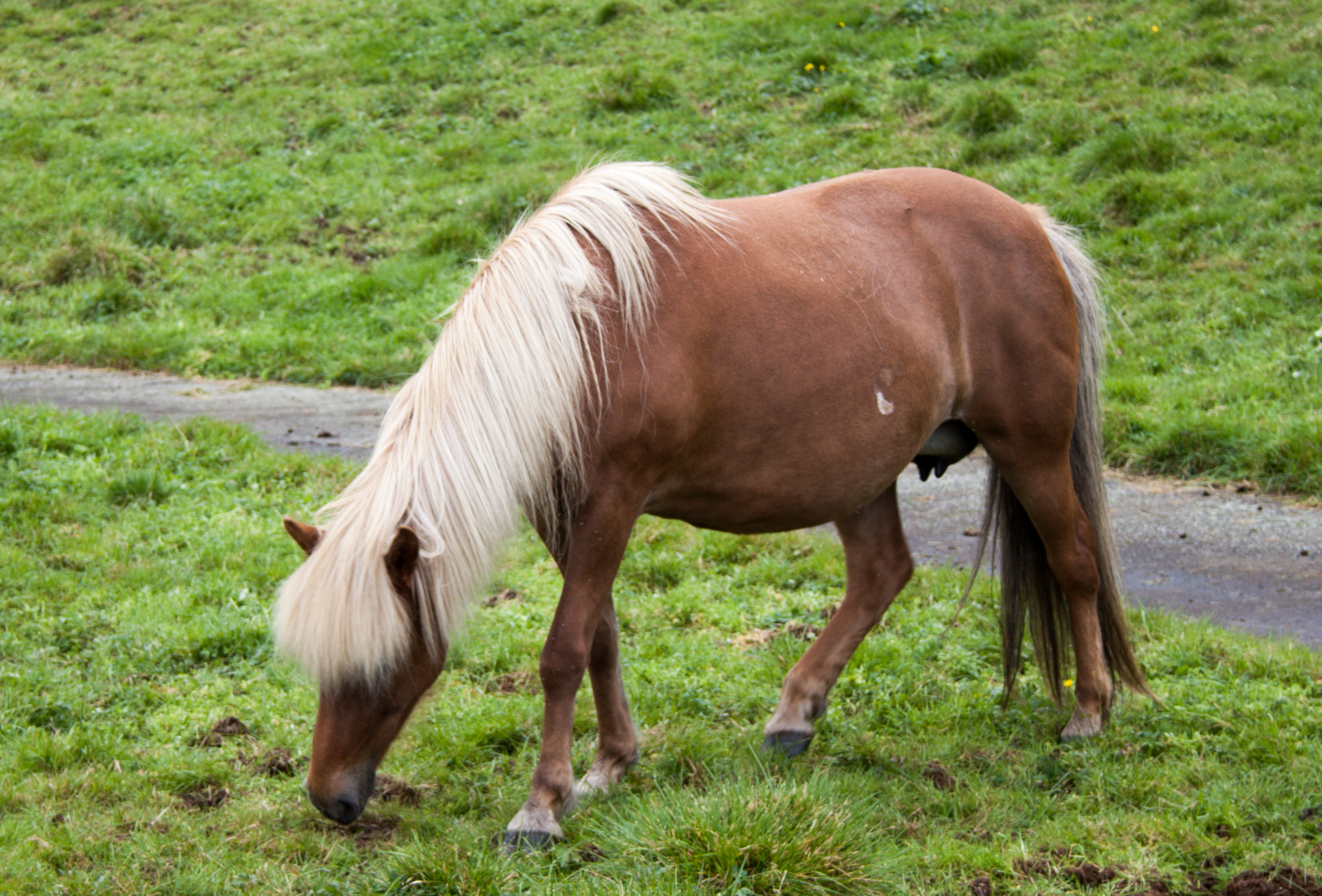